# Guillotine Drama
Guillotine Drama är Black Bonzos tredje musikalbum, utgivet 2009.

## Låtlista
1. "Guillotine Drama"
2. "Because I Love You"
3. "Zephyr"
4. "Sudden Changer"
5. "Warmachine"
6. "How Do You Feel?"
7. "Tell Me The Truth"
8. "Nest Of Vipers"
9. "Supersonic Man"